# Joffre Dumazedier
Joffre Dumazedier (ur. 1915, zm. 2002) – francuski socjolog i pedagog. Pełnił funkcję kierownika badań w Centre National de la Recherche oraz członka stałej sekcji Conseil Supérieure de l'Education Populaire. Był organizatorem socjologicznych badań nad czasem wolnym we Francji. Celem tych badań było poznanie sposobów spędzania wolnego czasu w obrębie jednej generacji. Interesował się wpływem współczesnej cywilizacji na człowieka.

## Ważniejsze prace
- Vers la civilisation du loisir (1962)
- Les femmes innovatrices (1975)